# Gambitul stelelor
Gambitul stelelor (1958) (titlu original Le Gambit des étoiles) este un roman science fiction scris de Gérard Klein.

## Sinopsis
Jerg Algan este un bărbat de treizeci și doi de ani care nu a plecat niciodată de pe Pământul aproape abandonat, trăind în DArk, "din meserii bizare". El nu este deloc interesat să părăsească Vechea Planetă și să călătorească prin galaxie, dar întâlnește fără să știe un recrutor. Acesta profită de faptul că Jerg a consumat prea mult zotl, un drog legal extras din rădăcini, obținând din partea lui o semnătură.
Așa se face că Jerg devine pionier al spațiului împotriva voinței sale, începând o călătorie de zece ani pentru a explora centrul galaxiei. Dar el e conștient că acești zece ani corespund câtorva mii pe Pământ, deoarece timpul trece diferit pentru cei care călătoresc cu viteza luminii decât pentru cei care rămân pe o planetă.
Revoltat de acest lucru, Jerg își fixează un obiectiv: are zece ani, sau o mie de ani, pentru a distruge totul. Dar centrul galaxiei este o regiune misterioasă, mijlocul nesfârșitelor drumuri stelare, spațiu multiplu unde s-au pierdut multe expediții, unde se concep multe planuri, unde e posibil să se găsească soluțiile unor probleme imemoriale.
Acolo, pe stele moarte, o rasă mult mai veche decât a oamenilor a ridicat, în timpuri imemoriale, vaste citadele negre, care sunt precum căsuțele unei table de șah spațial. Jerg Arlan află de ce drogul zotl și eșichierele sunt universale și, mai mult decât atât, află că este un pion pe imensa tablă de șah cosmică, pregătindu-se să înceapă ultima fază a luptei: gambitul stelelor.
Titlul romanului vine de la o mișcare specifică șahului, gambitul, anunțând două dintre elementele care sunt prezente în întreg romanul: șahul și stelele. În introducerea romanului său, Gérard Klein prezintă un citat din Pierre Mora, care explică în Jocul de șah: "Gambitul este un sacrificiu de pion interesat și conștient, intervenit în faza inițială a partidei, fie cu scopul de a obține un avantaj pozițional sau de atac, fie pentru a prelua inițiativa operațiunilor".